# Зец са пет ногу
Зец са пет ногу је југословенски филм из 1982. године, први пут приказан 9. септембра 1983. године. Режирао га је Исмаил Имери а сценарио је написао Рифат Кукај.

## Улоге
| Глумац         | Улога |
| -------------- | ----- |
| Мелихате Ајети |       |
| Бислим Мусај   |       |
| Мехди Попај    |       |
| Мухарем Кена   |       |